# SDF Public Access Unix System

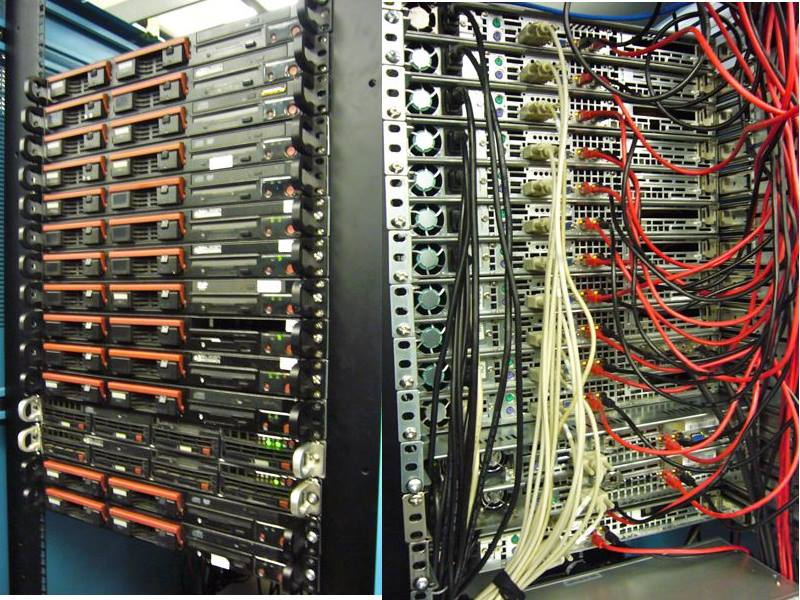
Ein Rack im SDF-Rechenzentrum mit dem Diaspora-, dem Plan 9- und dem „bifrost“-Cluster, 2012

Super Dimension Fortress (SDF, auch bekannt als freeshell.org) ist einer der ältesten und größten gemeinnützigen Zugangsprovider für Unix-Systeme im Internet. Serverstandorte sind Texas, USA sowie Falkenstein in Deutschland. SDF wird seit 1987 als eine Art gemeinnütziger Verein betrieben. Der Name ist von The Super Dimension Fortress abgeleitet, da der Server ursprünglich als BBS für Fans von Anime diente.

## Geschichte
Der erste Server war ein Apple-IIe-Computer des US-amerikanischen Studenten Ted „iczer“ Uhlemann. Auf diesem wurde das BBS Magic City Micro BBS betrieben. Das System trug den Namen SDF-1. Die Verbindung bestand aus einem einfachen Modem. Im Laufe der Zeit wurde das System mit Hilfe von Stephen „smj“ Jones weiter ausgebaut, als Betriebssysteme kamen Coherent und System V zum Einsatz. 1992 gründeten einige Personen aus dem SDF-Umfeld einen eigenen Internetprovider. 1997 migrierte die Mailbox mit inzwischen 15.000 Nutzern auf Standardhardware mit x86-Prozessoren und Linux als Betriebssystem. Diese Veränderung war aus Sicht der Betreiber völlig unbefriedigend und wird von diesen als „finsteres Zeitalter“ bezeichnet. 2001 erfolgte die Umstellung auf DEC-Systeme mit Alpha-Prozessoren und NetBSD als Betriebssystem.
2007 betrieb SDF zwölf Alpha-basierte Server. Der Verein hatte 2012 mehr als 30.000 Nutzer weltweit, unter ihnen Schüler, Studenten, Ingenieure, Programmierer und Künstler.
2018 war SDF die größte NetBSD-Installation weltweit und diente NetBSD-Entwicklern als Testplattform.

## Dienste
SDF wird auf NetBSD-Servern betrieben. Neben Shell-Zugängen, die gegen eine Registrierungsgebühr von derzeit 5 Euro oder 1 USD freigeschaltet werden, werden kostenpflichtige Mitgliedschaften für Hosting, VPN, Domain-Registrierung, DNS uvm. angeboten. SDF ist einer der wenigen öffentlichen Server, die noch das Gopher-Protokoll anbieten.
Der kostenfreie Basis-Zugang bietet bereits Zugriff auf alle wesentlichen Programme des Systems sowie 200 MB Speicherplatz für Benutzerverzeichnis, einfache Webseiten, Mails und Gopher. Nach der kostenpflichtigen Validierung wird der Zugriff auf weitere Software freigeschaltet, und mit dem Erwerb weiterer Mitgliedsstufen erhöht sich der verfügbare Festplatten-Speicherplatz.
Ab einer bestimmten Mitgliedsstufe wird Mitgliedern ein Mitspracherecht an den gebotenen Leistungen eingeräumt. So wurden in der Vergangenheit mehrfach die Quotas für Traffic und Speicherplatz angehoben. Mitglieder verpflichten sich, bei der Nutzung der angebotenen Dienste Nutzungsbestimmungen zu akzeptieren, deren Missachtung zum Ausschluss durch die Community führen kann.
Der Verein bietet für Bildungseinrichtungen kostenfreie Zugänge für UNIX-Kurse an.